# Mudsina järv
Mudsina järv (järv = See) ist ein natürlicher See in Kanepi im Kreis Põlva auf dem estnischen Festland. Durch den See fließt der Bach Kokle jõgi. 1,1 Kilometer vom 13,5 Hektar großen See entfernt liegt das Dorf Kooraste und 54 Kilometer entfernt liegt der 3555 km² große Peipussee (Peipsi-Pihkva järv). Mit einer maximalen Tiefe von 4,7 m erreicht er eine durchschnittliche Tiefe von 2,2 Metern.